# A Z, mint zombi epizódjainak listája
Ez a szócikk a Z, mint zombi (Z Nation) amerikai horrorsorozat epizódjainak listáját tartalmazza.
A sorozat története szerint egy vírus kiirtotta az emberiséget, és már csak a zombik maradtak, de egy maroknyi túlélő még megmaradt, akiknek az a feladatuk az, hogy az egyetlen vírusra immunis túlélőt, Murphyt élve kell eljuttatniuk New Yorkból Kaliforniába. Az immunisságának oka az, hogy a vére olyan antitesteket tartalmaz, ami a túlélők egyetlen esélye lehet egy ellenszer elkészítésére. Murphy azonban olyan titkokat tud, ami mindannyiuk életét veszélybe sodorhatja.
A sorozat 2014. szeptember 12-én indult a Syfy csatornán az Amerikai Egyesült Államokban. A csatorna bejelentette, hogy a sorozat 5 évad után végleg befejeződik. Magyarországon a sorozatot a Viasat 6 sugározza 2015. május 22. óta.

## Évadáttekintés
| Évad | Évad | Részek száma | Részek száma | Eredeti sugárzás     | Eredeti sugárzás   | Eredeti adó | Magyar sugárzás   | Magyar sugárzás   | Magyar adó |
| Évad | Évad | Részek száma | Részek száma | Évadbemutató         | Évadzáró           | Eredeti adó | Évadbemutató      | Évadzáró          | Magyar adó |
| ---- | ---- | ------------ | ------------ | -------------------- | ------------------ | ----------- | ----------------- | ----------------- | ---------- |
|      | 1.   | 13           | 13           | 2014. szeptember 12. | 2014. december 5.  | Syfy        | 2015. május 22.   | 2015. július 3.   | Viasat 6   |
|      | 2.   | 15           | 15           | 2015. szeptember 11. | 2015. december 18. | Syfy        | 2016. január 15.  | 2016. április 22. | Viasat 6   |
|      | 3.   | 14           | 14           | 2016. szeptember 16. | 2016. december 16. | Syfy        | 2017. február 24. | 2017. május 26.   | Viasat 6   |
|      | 4.   | 13           | 13           | 2017. szeptember 29. | 2017. december 15. | Syfy        | 2018. január 8.   | 2018. április 2.  | Viasat 6   |
|      | 5.   | 13           | 13           | 2018. október 5.     | 2018. december 28. | Syfy        | n. a.             | n. a.             | n. a.      |

## Első évad (2014)
| Sor. | Év. | Cím                                                       | Rendező           | Író                            | Premier                              | Nézettség   |
| ---- | --- | --------------------------------------------------------- | ----------------- | ------------------------------ | ------------------------------------ | ----------- |
| 1.   | 1.  | Kutyák és cicák (Puppies and Kittens)                     | John Hyams        | Karl Schaefer                  | 2014. szeptember 12. 2015. május 22. | 1,58 millió |
| 2.   | 2.  | Rohadt zombik (Fracking Zombies)                          | John Hyams        | Michael Cassutt                | 2014. szeptember 19. 2015. május 22. | 1,62 millió |
| 3.   | 3.  | Philadelphiai falatozás (Philly Feast)                    | Luis Prieto       | Eric Wallace and Karl Schafer  | 2014. szeptember 26. 2015. május 29. | 1,14 millió |
| 4.   | 4.  | Zombi apokalipszis most (Full Metal Zombie)               | Michael Robison   | Eric Bernt                     | 2014. október 3. 2015. május 29.     | 1,55 millió |
| 5.   | 5.  | Otthon zombi otthon (Home Sweet Zombie)                   | Luis Prieto       | Dan Merchant                   | 2014. október 10. 2015. június 5.    | 1,26 millió |
| 6.   | 6.  | A feltámadottak (Resurrection Z)                          | John Hyams        | Craig Engler                   | 2014. október 17. 2015. június 5.    | 1,57 millió |
| 7.   | 7.  | Kimulatunk (Welcome to the Fu-Bar)                        | Abram Cox         | Jennifer Derwingson            | 2014. október 24. 2015. június 12.   | 1,34 millió |
| 8.   | 8.  | Cunami (Zunami)                                           | John Hyams        | Dan Merchant                   | 2014. október 31. 2015. június 12.   | 1,10 millió |
| 9.   | 9.  | Halál a zombira, újra és újra (Die, Zombie, Die... Again) | Tim Andrew        | Dan Merchant & Karl Schaefer   | 2014. november 7. 2015. június 19.   | 1,30 millió |
| 10.  | 10. | Sugárzó zombi (Going Nuclear)                             | Nick Lyon         | Craig Engler & Michael Cassutt | 2014. november 14. 2015. június 19.  | 1,49 millió |
| 11.  | 11. | A kegyelem nővérei (Sisters of Mercy)                     | Rachel Goldenberg | Jennifer Derwingson            | 2014. november 21. 2015. június 26.  | 1,40 millió |
| 12.  | 12. | Murphy törvénye (Murphy's Law)                            | Tim Andrew        | Michael Cassutt                | 2014. november 28. 2015. június 26.  | 1,61 millió |
| 13.  | 13. | A holtak orvosa (Doctor of the Dead)                      | John Hyams        | John Hyams & Karl Schaefer     | 2014. december 5. 2015. július 3.    | 1,44 millió |

## Második évad (2015)
| Sor. | Év. | Cím                                                                     | Rendező           | Író                             | Premier                               | Nézettség   |
| ---- | --- | ----------------------------------------------------------------------- | ----------------- | ------------------------------- | ------------------------------------- | ----------- |
| 14.  | 1.  | A Murphy (The Murphy)                                                   | John Hyams        | Karl Schaefer                   | 2015. szeptember 11. 2016. január 15. | 0,94 millió |
| 15.  | 2.  | Fehér fény (White Light)                                                | John Hyams        | John Hyams                      | 2015. szeptember 18. 2016. január 22. | 0,88 millió |
| 16.  | 3.  | Zombi út (Zombie Road)                                                  | Dan Merchant      | Dan Merchant                    | 2015. szeptember 25. 2016. január 29. | 0,99 millió |
| 17.  | 4.  | A 47-es tétel (Batch 47)                                                | Alexander Yellen  | Michael Cassutt                 | 2015. október 2. 2016. február 5.     | 0,90 millió |
| 18.  | 5.  | Zombibaba (Zombaby!)                                                    | Rachel Goldenberg | Jennifer Derwingson             | 2015. október 9. 2016. február 12.    | 0,88 millió |
| 19.  | 6.  | Zombi apuci (Zombie Baby Daddy)                                         | Tim Cox           | Craig Engler                    | 2015. október 16. 2016. február 19.   | 0,84 millió |
| 20.  | 7.  | Végig a Mississippin (Down the Mississippi)                             | John Hyams        | John Hyams                      | 2015. október 23. 2016. február 26.   | 0,76 millió |
| 21.  | 8.  | A gyűjtő (The Collector)                                                | Dan Merchant      | Dan Merchant                    | 2015. október 30. 2016. március 4.    | 0,87 millió |
| 22.  | 9.  | RoZwell (RoZwell)                                                       | Jason McKee       | Craig Engler                    | 2015. november 6. 2016. március 11.   | 0,84 millió |
| 23.  | 10. | Sosem jártunk a Grand Kanyonnál (We Were Nowhere Near the Grand Canyon) | Juan A. Mas       | Eric Bernt                      | 2015. november 13. 2016. március 18.  | 0,67 millió |
| 24.  | 11. | Vállalati üdülés (Corporate Retreat)                                    | Jodi Binstock     | Micho Rutare                    | 2015. november 20. 2016. március 25.  | 0,77 millió |
| 25.  | 12. | Zéróéknál ég a világ (Party With the Zeros)                             | Abram Cox         | Lynelle White                   | 2015. november 27. 2016. április 1.   | 0,92 millió |
| 26.  | 13. | Adiós, Muchachos (Adiós, Muchachos)                                     | Abram Cox         | Jennifer Derwingson             | 2015. december 4. 2016. április 8.    | 0,97 millió |
| 27.  | 14. | Az első nap (Day One)                                                   | Dan Merchant      | Michael Cassutt                 | 2015. december 11. 2016. április 15.  | 0,83 millió |
| 28.  | 15. | Egyszer minden jónak vége szakad (All Good Things Must Come to an End)  | John Hyams        | Karl Schaefer & Daniel Schaefer | 2015. december 18. 2016. április 22.  | 1,10 millió |

## Harmadik évad (2016)
| Sor. | Év. | Cím                                                           | Rendező             | Író                             | Premier                                | Nézettség   |
| ---- | --- | ------------------------------------------------------------- | ------------------- | ------------------------------- | -------------------------------------- | ----------- |
| 29.  | 1.  | Nincs kegyelem (No Mercy)                                     | Abram Cox           | Karl Schaefer & Daniel Schaefer | 2016. szeptember 16. 2017. február 24. | 1,06 millió |
| 30.  | 2.  | Új küldetés (A New Mission)                                   | Dan Merchant        | Dan Merchant                    | 2016. szeptember 23. 2017. március 3.  | 1,03 millió |
| 31.  | 3.  | Murphy csodája (Murphy's Miracle)                             | Alexander Yellen    | Michael Cassutt                 | 2016. szeptember 30. 2017. március 10. | 0,86 millió |
| 32.  | 4.  | Escorpion és a vörös kéz (Escorpion and the Red Hand)         | Jason McKee         | Steven Graham                   | 2016. október 7. 2017. március 17.     | 0,85 millió |
| 33.  | 5.  | Piroska és a Z farkasok (Little Red and the Wolfz)            | Juan A. Mas         | Jennifer Derwingson             | 2016. október 14. 2017. március 24.    | 0,80 millió |
| 34.  | 6.  | Doki szál a kakukk fészkére (Doc Flew Over the Cuckoo's Nest) | Dan Merchant        | Tye Lombardi                    | 2016. október 21. 2017. március 31.    | 0,77 millió |
| 35.  | 7.  | Üdv, Murphy új helyen (Welcome to Murphytown)                 | Jodi Binstock       | Jodi Binstock                   | 2016. október 28. 2017. április 7.     | 0,72 millió |
| 36.  | 8.  | A választás (Election Day)                                    | Andrew Drazek       | Delondra Williams               | 2016. november 4. 2017. április 14.    | 0,87 millió |
| 37.  | 9.  | Elnyel a sötétség (Heart of Darkness)                         | Abram Cox           | Michael Cassutt                 | 2016. november 11. 2017. április 21.   | 0,92 millió |
| 38.  | 10. | Olyan gyorsan felnőnek (They Grow Up So Quickly)              | Alexander Yellen    | Craig Engler                    | 2016. november 18. 2017. április 28.   | 0,77 millió |
| 39.  | 11. | Doki angyalai (Doc's Angels)                                  | Youssef Delara      | Natalia Fernandez               | 2016. november 25. 2017. május 5.      | 1,01 millió |
| 40.  | 12. | Murphy újhely ostroma (The Siege of Murphytown)               | Dan Merchant        | Dan Merchant                    | 2016. december 2. 2017. május 12.      | 0,74 millió |
| 41.  | 13. | A párbaj (Duel)                                               | Jennifer Derwingson | Jennifer Derwingson             | 2016. december 9. 2017. május 19.      | 0,76 millió |
| 42.  | 14. | Senki sem élhet örökké (Everybody Dies in the End)            | Abram Cox           | Abram Cox                       | 2016. december 16. 2017. május 26.     | 0,87 millió |

## Negyedik évad (2017)
| Sor. | Év. | Cím                                                      | Rendező             | Író                             | Premier                              | Nézettség   |
| ---- | --- | -------------------------------------------------------- | ------------------- | ------------------------------- | ------------------------------------ | ----------- |
| 43.  | 1.  | Warren álma (Warren's Dream)                             | Abram Cox           | Karl Schaefer                   | 2017. szeptember 29. 2018. január 8. | 0,58 millió |
| 44.  | 2.  | Szökés a zónából (Escape from Zona)                      | Abram Cox           | John Hyams                      | 2017. október 6. 2018. január 15.    | 0,55 millió |
| 45.  | 3.  | Nyom nélkül (The Vanishing)                              | Alexander Yellen    | John Hyams                      | 2017. október 13. 2018. január 22.   | 0,58 millió |
| 46.  | 4.  | Új küldetés: Ne állj meg! (A New Mission: Keep Moving)   | Keith Allan         | Delondra Williams               | 2017. október 20. 2018. január 29.   | 0,62 millió |
| 47.  | 5.  | Az ismeretlen (The Unknowns)                             | J.D. McKee          | Craig Engler                    | 2017. október 27. 2018. február 05.  | 0,60 millió |
| 48.  | 6.  | Feltámadok élő halottaimból (Back From the Undead)       | Alexander Yellen    | Michael Cassutt                 | 2017. november 3. 2018. február 12.  | 0,58 millió |
| 49.  | 7.  | Warren esküvője (Warren's Wedding)                       | Steve Graham        | Steve Graham                    | 2017. november 10. 2018. február 19. | 0,65 millió |
| 50.  | 8.  | A hit próbája (Crisis of Faith)                          | Jennifer Derwingson | Jennifer Derwingson             | 2017. november 17. 2018. február 26. | 0,64 millió |
| 51.  | 9.  | Megszakítjuk adásunkat (We Interrupt This Program)       | Dan Merchant        | Dan Merchant                    | 2017. november 24. 2018. március 5.  | 0,62 millió |
| 52.  | 10. | Kedves ellenségeink (Frenemies)                          | Juan A. Mas         | Abram Cox                       | 2017. december 1. 2018. március 12.  | 0,52 millió |
| 53.  | 11. | Kegyelem kutatóintézet újratöltve (Return to Mercy Labs) | Jodi Binstock       | Jodi Binstock                   | 2017. december 8. 2018. március 19.  | 0,57 millió |
| 54.  | 12. | Hegyre fel (Mt. Weather)                                 | Dan Merchant        | Craig Engler                    | 2017. december 15. 2018. március 26. | 0,61 millió |
| 55.  | 13. | Fekete szivárvány (The Black Rainbow)                    | Abram Cox           | Karl Schaefer & Daniel Schaefer | 2017. december 15. 2018. április 2.  | 0,56 millió |

## Ötödik évad (2018)
| Sor. | Év. | Cím                         | Rendező             | Író                 | Premier            | Nézettség   |
| ---- | --- | --------------------------- | ------------------- | ------------------- | ------------------ | ----------- |
| 56.  | 1.  | Welcome to the Newpocalypse | Abram Cox           | Karl Schaefer       | 2018. október 5.   | 0,54 millió |
| 57.  | 2.  | A New Life                  | Alexander Yellen    | Michael Cassutt     | 2018. október 12.  | 0,51 millió |
| 58.  | 3.  | Escape from Altura          | Alexander Yellen    | Dan Merchant        | 2018. október 19.  | 0,37 millió |
| 59.  | 4.  | Pacifica                    | Jodi Binstock       | Jodi Binstock       | 2018. október 26.  | 0,40 millió |
| 60.  | 5.  | Killing All The Books       | Juan A Mas          | Jennifer Derwingson | 2018. november 2.  | 0,46 millió |
| 61.  | 6.  | Limbo                       | Dan Merchant        | Delondra Williams   | 2018. november 9.  | 0,46 millió |
| 62.  | 7.  | Doc's Stoned History        | Jared Briley        | Collin Redmond      | 2018. november 16. | 0,53 millió |
| 63.  | 8.  | Heartland                   | Steve Graham        | Steve Graham        | 2018. november 23. | 0,45 millió |
| 64.  | 9.  | Water Keepers               | Jennifer Derwingson | Jennifer Derwingson | 2018. november 30. | 0,44 millió |
| 65.  | 10. | State of Mine               | Stuart Acher        | Dan Merchant        | 2018. december 7.  | 0,47 millió |
| 66.  | 11. | Hackerville                 | None credited       | Michael Cassutt     | 2018. december 14. | 0,43 millió |
| 67.  | 12. | At All Cost                 | Dan Merchant        | Dan Merchant        | 2018. december 21. | 0,40 millió |
| 68.  | 13. | The End of Everything       | Alexander Yellen    | Karl Schaefer       | 2018. december 28. | 0,48 millió |